# Héctor José Hernández Marrero
Héctor José Hernández Marrero (Las Palmas, 14 de setembro de 1995) é um futebolista espanhol que atua como centroavante. Atualmente, joga pelo Corinthians.

## Carreira

### Clubes
Natural de Las Palmas, Ilhas Canárias, Hernández começou sua formação no Las Palmas, estreando profissionalmente pela equipe B na temporada 2012–13 da Tercera División.
Em 15 de maio de 2013, foi contratado pelo Atlético de Madrid por 250 mil euros, mais 750 mil em bônus, sendo inicialmente alocado no time B, que atuava na Segunda División B.
Hernández estreou pelo time principal em 18 de dezembro de 2013, entrando como substituto aos 76 minutos e marcando um gol na vitória por 2–1 sobre o UE Sant Andreu na Copa do Rei. Sua estreia em La Liga ocorreu em 25 de agosto de 2014, num empate sem gols contra o Rayo Vallecano.
Em 13 de agosto de 2015, foi emprestado ao Elche CF para a disputa da Segunda División. Na temporada seguinte, seguiu emprestado ao Albacete Balompié, onde foi fundamental na campanha de acesso à segunda divisão, marcando 20 gols.
Depois, acumulou passagens por empréstimo por Málaga, Rayo Majadahonda e Fuenlabrada, sem grande destaque. Em fevereiro de 2021, rescindiu com o Atlético e assinou com a Cultural y Deportiva Leonesa, da terceira divisão espanhola.
Em 2021, retornou ao Rayo Majadahonda, agora na Primera Federación. Seu desempenho o levou à Primeira Liga portuguesa, ao assinar com o G.D. Chaves em julho de 2022. Marcou 7 gols na primeira temporada, sendo o vice-artilheiro da equipe, e melhorou sua marca na segunda, com 14 gols, apesar do rebaixamento do clube.
No dia 27 de agosto de 2024, foi anunciado pelo Corinthians, assinando contrato por duas temporadas.

## Seleção espanhola
Hernández representou a seleção espanhola sub-19 em 2013, anotando um gol em cinco partidas.

## Títulos
Atlético de Madrid
- La Liga: 2013–14[9]
- Supercopa de España: 2014[9]

Albacete
- Terceira Divisão Espanhola: 2016–17[10]

Corinthians
- Campeonato Paulista: 2025[9]

## Links externos
- Héctor Hernández no Sofascore
- Héctor Hernández no Soccerway